# Arunda (Zeitschrift)
Arunda ist eine Kulturzeitschrift, die seit 1976 in Schlanders im Südtiroler Vinschgau erscheint. Sie widmet sich regional- und kulturgeschichtlichen sowie ethnologischen Themen, die in Sachtexten, Literatur, Fotografie und Beiträgen der bildenden Kunst aufbereitet werden. Der Titel der Zeitschrift nimmt Bezug auf den Arundakopf, einen im Vinschgau nahe der Grenze zur Schweiz gelegenen Berg, und soll gleichermaßen Bodenständigkeit und Weitblick zum Ausdruck bringen.
Eine Besonderheit von Arunda ist ihr wechselndes Format, ihr unregelmäßiges Erscheinen und die Orientierung an Schwerpunktthemen, sodass sie starke Parallelen zu einer Buchreihe aufweist. Für die verschiedenen Nummern der Zeitschrift zeichnen immer wechselnde Herausgeber verantwortlich; die redaktionelle Arbeit wird seit der Gründung von einem Redaktionskreis rund um den Kulturjournalisten Hans Wielander geleistet.
In Arunda veröffentlichten bis dato mehrere hundert Autoren, vorwiegend mit Bezug zur kulturellen Öffentlichkeit rund um Südtirol, unter ihnen Valentin von Braitenberg, Roberta Dapunt, Josef Feichtinger, Paul Flora, Helene Flöss, Anton Frühauf, Gertrud Fussenegger, Sabine Gruber, Hans Haid, Norbert C. Kaser, Florian Kronbichler, Kurt Lanthaler, Andrea Mascagni, Klaus Menapace, Felix Mitterer, Gerhard Mumelter, Josef Oberhollenzer, Anita Pichler, Siegfried de Rachewiltz, Herbert Rosendorfer, Matthias Schönweger, Kristian Sotriffer, Luis Stefan Stecher, Arnold Tribus, Johannes E. Trojer, Franz Tumler, Markus Vallazza und Joseph Zoderer.
Zum vierzigjährigen Jubiläum der Zeitschrift wurde vom Forschungsinstitut Brenner-Archiv eine Onlinedokumentation erstellt, die sämtliche Ausgaben bibliographisch erfasst und vergriffene Ausgaben digital zugänglich macht.